# Sint Maarten
Sint Maarten (niederländisch für den Heiligen Martin von Tours) ist ein autonomes Land innerhalb des Königreiches der Niederlande in der Niederländischen Karibik.
Sint Maarten besteht aus dem südlichen Teil der Karibikinsel St. Martin sowie einigen kleinen unbewohnten Nebeninseln und Felsen (Guana Key, Cow & Calf, Hen & Chickens, Molly Beday und Pelikan Key). Der nördliche Teil der Insel wird vom französischen Überseegebiet Saint-Martin eingenommen. Sint Maarten gehört nicht zum Schengen-Raum.

## Städte und Siedlungen
| Geozone (Distrikt)     | Fläche km² | Bevölkerung 2011 | Koordinaten                | Sub-Distrikte |
| ---------------------- | ---------- | ---------------- | -------------------------- | --- |
| Philipsburg            | …          | 01.327           | 18° 1′ 28″ N, 63° 2′ 37″ W | Great Bay |
| Lower Princess Quarter | …          | 08.143           | 18° 3′ 10″ N, 63° 2′ 33″ W | Belvedere, Dutch Quarter, Garden of Eden, Madame’s Estate, Middle Region, Mount William Hill, Over the Pond, West Suckergarden |
| Cul-de-Sac             | …          | 07.593           | 18° 2′ 55″ N, 63° 3′ 53″ W | East Cul-de-Sac, West Cul-de-Sac                                                                                               |
| Cole Bay               | …          | 05.594           | 18° 2′ 25″ N, 63° 4′ 55″ W | Colebay |
| Upper Princess Quarter | …          | 03.139           | 18° 2′ 12″ N, 63° 1′ 48″ W | Dawn Beach, Defiance, East Suckergarden, Guana Bay, Hope Estate, Oysterpond, Pointe Blanche                                    |
| Little Bay Area        | …          | 03.093           | 18° 1′ 45″ N, 63° 3′ 54″ W | Little bay |
| Simpson Bay            | …          | 00.596           | 18° 2′ 9″ N, 63° 5′ 47″ W  | Simpson Bay |
| Low Lands              | …          | 00.348           | 18° 2′ 53″ N, 63° 7′ 32″ W | Low Lands, Maho Reef |
| nicht zugeordnet       | …          | 03.776           | …                          | |
| Sint Maarten           | 34         | 33.609           | 18° 1′ 55″ N, 63° 4′ 4″ W  | 23 Sub-Distrikte |

## Klimatabelle
|                       | Jan  | Feb  | Mär  | Apr  | Mai  | Jun  | Jul  | Aug  | Sep  | Okt  | Nov  | Dez  |   |      |
| Mittl. Tagesmax. (°C) | 28,1 | 28,4 | 28,8 | 29,2 | 30,1 | 30,3 | 31,3 | 31,1 | 30,9 | 30,4 | 29,5 | 28,5 | ⌀ | 29,7 |
| Mittl. Tagesmin. (°C) | 22,1 | 22,0 | 22,4 | 23,1 | 23,8 | 24,7 | 24,6 | 25,0 | 24,8 | 24,6 | 23,7 | 22,9 | ⌀ | 23,6 |
|                       |      |      |      |      |      |      |      |      |      |      |      |      |   |      |
| Niederschlag (mm)     | 62   | 44   | 44   | 67   | 96   | 63   | 76   | 99   | 131  | 109  | 130  | 86   | Σ | 1007 |
|                       |      |      |      |      |      |      |      |      |      |      |      |      |   |      |
| Sonnenstunden (h/d)   | 8,4  | 8,3  | 8,6  | 8,8  | 8,1  | 8,0  | 8,3  | 8,5  | 7,7  | 7,6  | 7,7  | 7,9  | ⌀ | 8,2  |
|                       |      |      |      |      |      |      |      |      |      |      |      |      |   |      |
| Regentage (d)         | 11   | 9    | 8    | 8    | 11   | 10   | 12   | 14   | 13   | 14   | 14   | 13   | Σ | 137  |
|                       |      |      |      |      |      |      |      |      |      |      |      |      |   |      |
| Wassertemperatur (°C) | 25   | 25   | 25   | 25   | 26   | 27   | 27   | 28   | 28   | 28   | 27   | 26   | ⌀ | 26,4 |
|                       |      |      |      |      |      |      |      |      |      |      |      |      |   |      |
| Luftfeuchtigkeit (%)  | 74   | 73   | 72   | 73   | 74   | 73   | 73   | 75   | 75   | 75   | 76   | 74   | ⌀ | 73,9 |

| 22,1 |

| 22,0 |

| 22,4 |

| 23,1 |

| 23,8 |

| 24,7 |

| 24,6 |

| 25,0 |

| 24,8 |

| 24,6 |

| 23,7 |

| 22,9 |

| 22,1 |

| 22,0 |

| 22,4 |

| 23,1 |

| 23,8 |

| 24,7 |

| 24,6 |

| 25,0 |

| 24,8 |

| 24,6 |

| 23,7 |

| 22,9 |

## Bevölkerung
Die einheimische Bevölkerung besteht zum größten Teil aus Nachfahren niederländischer Siedler und aus Afrika entführter Sklaven. Ungefähr 65 % der Bevölkerung haben die niederländische Staatsbürgerschaft. Unter den Angehörigen anderer Nationen bilden die Bürger Haitis, der Dominikanischen Republik und Jamaikas mit jeweils mehr als 5 % der Einwohner die größten Bevölkerungsgruppen.
Etwa die Hälfte der Einheimischen sind Protestanten, insbesondere Pfingstler, Methodisten und Adventisten. Etwa ein Drittel der Einwohner gehört der römisch-katholischen Kirche an. Kleinere Bevölkerungsgruppen bekennen sich zum Hinduismus und zum jüdischen Glauben (alle Angaben Stand 2011).
Der größte Teil der Bevölkerung spricht Englisch als Muttersprache. Aber auch Spanisch, Niederländisch und Papiamentu sind verbreitet.

## Verfassung und Verwaltung
Bis zu deren Auflösung gehörte Sint Maarten zu den Niederländischen Antillen. Seit dem 10. Oktober 2010 ist es eines der karibischen „landen“ (Länder) des Königreiches der Niederlande. Seither besteht die Regierung Sint Maartens aus dem von einem Gouverneur vertretenen König, dem aus den Ministern des Landes gebildeten und vom Premierminister geführten Kabinett und dem aus einer einzigen Kammer bestehenden Parlament, den Staten van Sint Maarten mit 15 für vier Jahre gewählten Abgeordneten. Die ersten Staten wurden 2010 gewählt, die zweiten 2014.
Bei den letzten (vorgezogenen) Wahlen am 9. Januar 2020 zogen fünf Parteien in die Staten ein:
- National Alliance: 6 Sitze
- United People’s Party: 4 Sitze
- United St. Maarten Party: 2 Sitze
- Party for Progres: 2 Sitze
- United Democrats: 1 Sitz

## Wirtschaft
Sint Maarten ist eine Offshore-Zone. Die Firmen, die auf Sint Maarten registriert sind und im niederländischen Teil der Insel keine Geschäfte betreiben, sind von Steuern befreit. Weiterhin gibt es keine Eigentums- und Kapitalertragsteuern. Die Mehrwertsteuer beträgt fünf Prozent.
Das Bruttoinlandsprodukt von Sint Maarten lag im Jahr 2016 bei 1,919 Milliarden Antillen-Gulden (ungefähr 1,07 Milliarden US-Dollar). Wichtige Wirtschaftszweige sind der Immobiliensektor, Handel, Transport, Tourismus und Finanzdienstleistungen.

### Währung
Offizielle Währung ist der karibische Gulden, bezahlt werden kann aufgrund des festen Wechselkurses in der Regel auch mit dem US-Dollar. Mit der 2010 durchgeführten Auflösung der Niederländischen Antillen wurde das Ende des Antillen-Guldens beschlossen. Für die besonderen Gemeinden Bonaire, Saba und Sint Eustatius wurde die Landeswährung am 1. Januar 2011 durch den US-Dollar abgelöst.
Ende August 2009 wurde auf einer mit Fachleuten besetzten Konferenz in Willemstad auch für Curaçao und Sint Maarten die Dollarisierung diskutiert.
2012 wurde die Ablösung des Antillen-Guldens durch den Karibischen Gulden beschlossen, jedoch bisher nicht umgesetzt. An Stelle der Banknoten zu 25 und 250 Antillen-Gulden soll es dann Banknoten zu 20 und 200 Karibischen Gulden geben. In der Tourismusbranche wird oftmals auch der Euro akzeptiert.

### Tourismus und Infrastruktur

#### Häfen
Sint Maarten hat mit dem Port St. Maarten in Philipsburg einen Hafen, in dem Kreuzfahrtschiffe anlegen können. In der Saison sind dies bis zu sechs Schiffe pro Tag. Eine Besonderheit, welche die Insel vor allem für Touristen attraktiv macht, ist der Status des Freihafens, das heißt, es werden weder Steuern noch Zoll erhoben. Dadurch entwickelte sich ein regelrechter Tabak- und Spirituosentourismus. Sobald jedoch die letzten Schiffe gegen 18 Uhr abgelegt haben, wirkt beispielsweise Philipsburg wie ausgestorben.
Östlich des Kreuzfahrthafens schließt sich der Captain David Cargo Quay an, an dem Container umgeschlagen werden. Der Containerhafen verzeichnet seit 2010 eine positive Entwicklung und hat sich zu einem Verteilerhafen für die östliche Karibik entwickelt. 2019 wurden 105.200 TEU (Twenty-foot Equivalent Units) umgeschlagen.

#### Flughafen

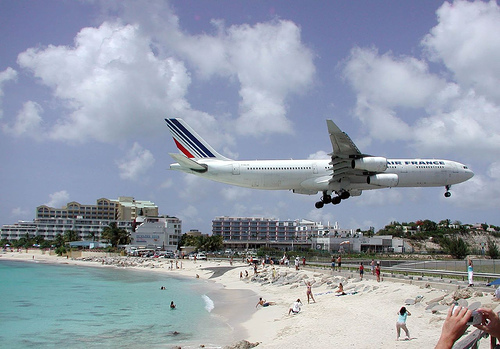
Landender Airbus A340 der Air France

Der Südwestteil der Insel ist recht schmal. Dort liegt direkt an der Küste der Princess Juliana International Airport, der die südliche der beiden Landbrücken teilt. Er wurde 2006 erneuert und hat unter anderem einen neuen Terminal erhalten. Das Besondere ist, dass die landenden Flugzeuge (darunter auch Großraumflugzeuge wie der Airbus A340 oder die Boeing 747) wegen der Nähe der Start- und Landebahn zum Strand Maho Beach in sehr geringer Höhe über die Köpfe der Urlauber hinweg fliegen. Der für Touristen freigegebene Strand ist mit Warnhinweisen ausgestattet. Touristen können direkt unter den Flugzeugen stehen und sie fotografieren. Zur Information der Schaulustigen wird bei dem am Strand neben der Landebahn befindlichen Restaurant ein Schild mit Landezeiten, Fluggesellschaften, Maschinen und Abflugsorten täglich aktualisiert. Im Juli 2017 kam eine Touristin durch den Aufprall auf einen Betonblock ums Leben; sie war durch den Schubstrahl des Triebwerks eines startenden Flugzeugs vom Zaun weggerissen worden.
Aktuelle Informationen aus der Region werden über zwei Internetradiostationen weltweit verbreitet. Es handelt sich um die Sender The Voice of St. Maarten und Pearl of the Caribbean.

## Sehenswürdigkeiten

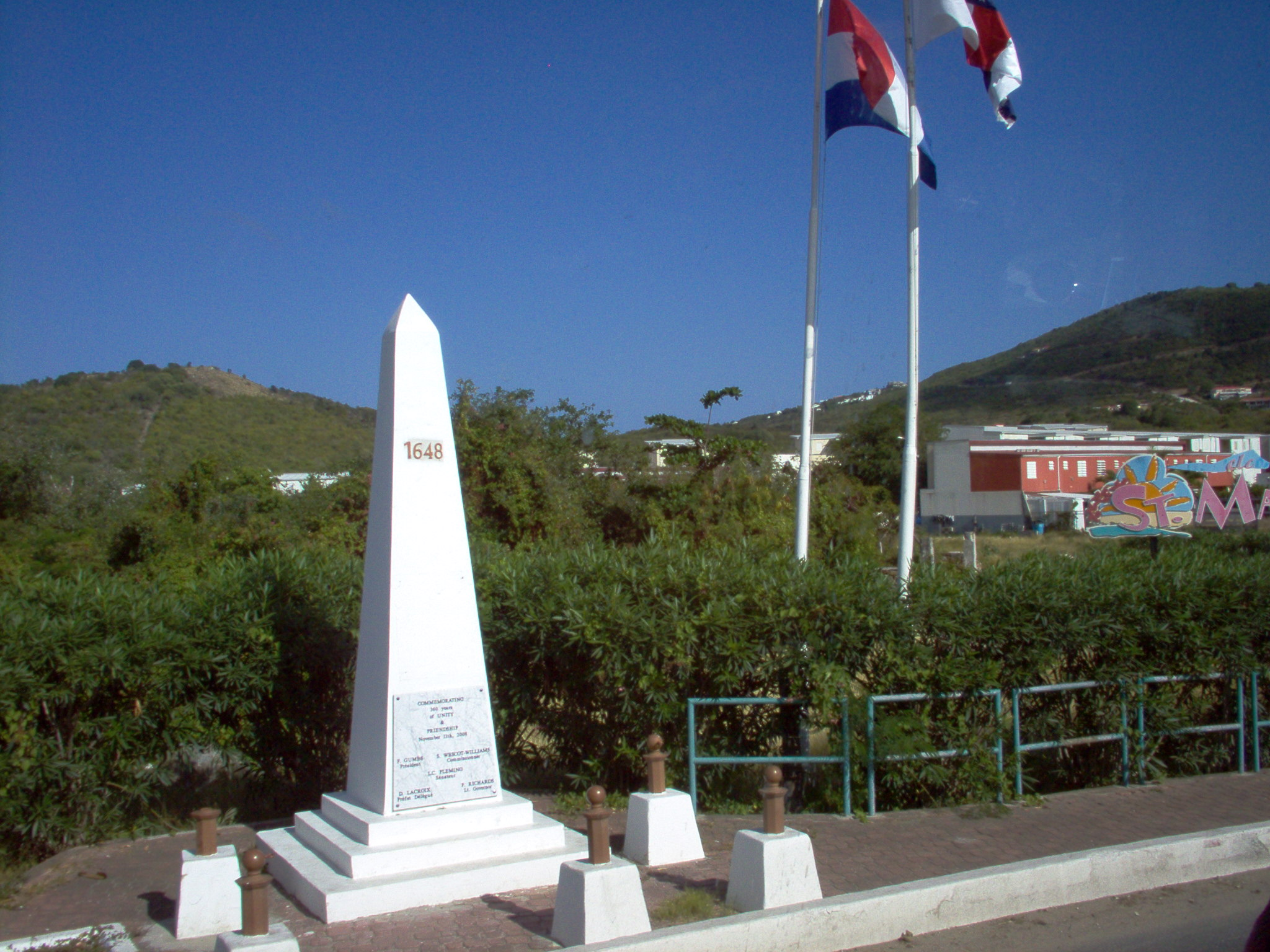
Grenzmarkierung zwischen dem niederländischen und dem französischen Teil

- das Grenzdenkmal, das an den Vertrag von Concordia 1648 und an die Teilung der Insel erinnert,
- das Geschichtsmuseum in Philipsburg,
- der Strand Maho Beach an der Landebahnschwelle des Princess Juliana Airports,
- Fort Amsterdam und Fort Williams nahe Philipsburg,
- die Loterie Farm Flyzone.

## Sport
Cricket ist die beliebteste Sportart auf Sint Maarten. Sint Maarten ist eines der Gebiete, das mit anderen Karibikstaaten das West Indies Cricket Team bildet, eine der „Nationalmannschaften“ im internationalen Cricket mit Teststatus, der angesehensten Form dieses Sports. Das West Indies Cricket Team nahm an beinahe jedem Cricket World Cup teil, gewann die ersten beiden Austragungen 1975 und 1979 und verpasste lediglich das Turnier 2023. Außerdem gewannen sie den Men’s T20 World Cup zweimal (2012 und 2016) sowie je einmal die Champions Trophy (2004) und die U19-Cricket-Weltmeisterschaft (2016).
Special Olympics Sint Maarten wurde in den späten 1970er Jahren gegründet und nahm mehrmals an Special Olympics Weltspielen teil.

## Bildergalerie

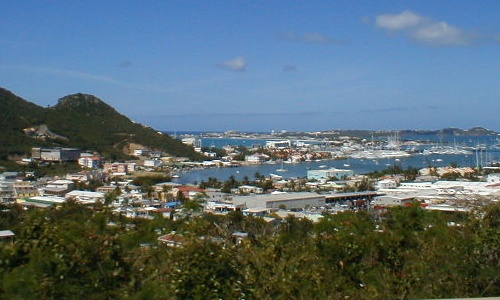
Blick über die Koolbai
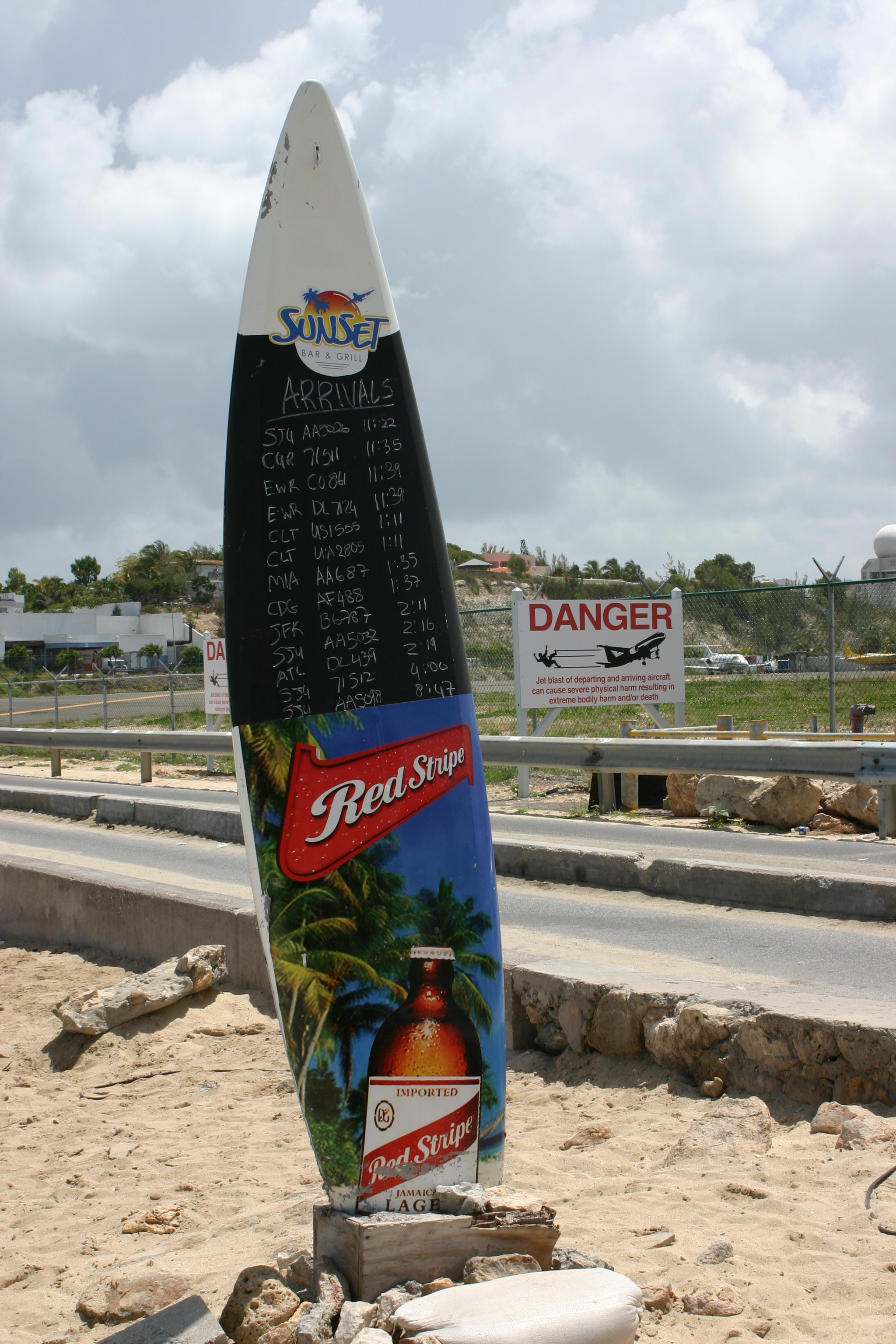
Surfbrett mit Ankunftszeiten